# Richard Jackson
Richard Jackson est un artiste contemporain américain né le 6 août 1939 à Sacramento, aux États-Unis. Il vit et travaille à Los Angeles.

## Expositions récentes[1]
2014
- Dark Rooms, Galerie Georges-Philippe & Nathalie Vallois, Paris, France
- Ain't Painting a Pain, S.M.A.K., Gand, Belgique (exposition itinérante)
- Car Wash, CAB Art Center, Bruxelles, Belgique
- New Paintings, Hauser & Wirth, Londres, Royaume-Uni

2013
- Richard Jackson: Ain't Painting a Pain, Villa Stuck, Munich, Allemagne (exposition itinérante)
- Richard Jackson: Ain't Painting a Pain, commissaire : Dennis Szakacs, Orange County Museum of Art, Newport Beach, États-Unis (exposition itinérante)

2012
- Richard Jackson: Accidents in Abstract Painting, the Armory, Armory Center for the Arts, Pasadena, États-Unis
- Blue Prints, Galerie Parisa Kind, Francfort, Allemagne

2011
- The Little Girl’s Room, David Kordansky Gallery, Los Angeles, États-Unis

2010
- Richard Jackson: Collected Works, Rennie Collection, Vancouver, Canada

- Richard Jackson – Big Pig, Kunststiftung Erich Hauser, Rottweil, Allemagne

- Red Room/Green Room, Armory Center for the Arts, Pasadena, États-Unis

2009
- The Laundry Room, Hauser & Wirth, Zürich, Suisse

2007
- The Maid's Room / The Dining Room, Galerie Georges-Philippe et Nathalie Vallois, Paris, France
- The War Room, Galerie Yvon Lambert, New York, États-Unis

2006
- Richard Jackson : Werke aus der Friedrich Christian Flick Collection, Hamburger Bahnhof, Berlin, Allemagne

2005
- Beer, Deer, Bear, Galerie Parisa Kind, Francfort, Allemagne
- The Pink Empire, Galerie Hauser & Wirth, Londres, Grande-Bretagne

2004
- Unusual Behaviour, Galerie Georges-Philippe et Nathalie Vallois, Paris, France
- Dick's Pictures, Haswellediger & Co Gallery, New York, États-Unis
- The Three Bears, Foundation 20 21, New York, États-Unis

2003
- Galerie Hauser & Wirth, Zürich, Suisse

2002
- Galerie Senn, Vienne, Autriche
- Project Room : Richard Jackson, Galerie Georges-Philippe et Nathalie Vallois, Paris, France
- BAWAG Foundation, Vienne, Autriche